# ملعب الزقازيق

ستاد جامعة الزقازيق يقع في مدينة الزقازيق بمحافظة الشرقية بجوار مستشفى المبرة ويعتبر الملعب الرئيسي لنادي الشرقية الرياضي، وتبلغ سعته الإجمالية نحو عشرين الف متفرج تقريبا، وذلك لعدم وجود قياس معتمد لعدد الجمهور.